# Lovehatetragedy
Albums de Papa Roach
Infest
(2000) Getting Away with Murder
(2004)
Singles
1. She Loves Me Not
Sortie : 4 juin 2002
2. Time and Time Again
Sortie : 15 octobre 2002

Lovehatetragedy est le troisième album studio du groupe américain de nu metal Papa Roach sorti le 18 juin 2002 sur le label DreamWorks Records. Il s'agit de la deuxième grosse production du quatuor. Le chant ne sonne plus de la même manière, il est bien plus rock que dans Infest. Les refrains sont plus chantés, plus élancés. Cependant l'album a été seulement certifié disque d'or, et a moins marché que leur précédent Infest, et leur suivant Getting Away With Murder.

## Liste des chansons
Toutes les chansons sont écrites et composées par Jacoby Shaddix et Tobin Esperance (sauf mention contraire).
| No  | Titre                                  | Auteur                              | Durée |
| --- | -------------------------------------- | ----------------------------------- | ----- |
| 1.  | M-80 (Explosive Energy Movement)       |                                     | 2:26  |
| 2.  | Life Is a Bullet                       |                                     | 4:05  |
| 3.  | Time and Time Again                    |                                     | 2:58  |
| 4.  | Walking Thru Barbed Wire               |                                     | 3:04  |
| 5.  | Decompression Period                   | Shaddix, Esperance, Buckner         | 3:59  |
| 6.  | Born with Nothing, Die with Everything |                                     | 3:49  |
| 7.  | She Loves Me Not                       |                                     | 3:29  |
| 8.  | Singular Indestructible Droid          | Shaddix, Esperance, Buckner, Horton | 3:48  |
| 9.  | Black Clouds                           | Shaddix, Esperance, Buckner         | 4:01  |
| 10. | Code of Energy                         | Shaddix, Esperance, Buckner         | 4:04  |
| 11. | Lovehatetragedy                        | Shaddix, Esperance, Horton          | 3:11  |